# مقاطعة أوديني
أوديني (بالإيطالية: Provincia di Udine)‏، مقاطعة شمال شرق إيطاليا في إقليم فريولي فينيسيا جوليا، عدد سكانها 531.333 نسمة ومساحتها 4905 كيلومتر مربع وبها 137 مدينة وبلدة وقرية وعاصمتها مدينة أوديني، طول ساحلها 16 كم، يحدها شمالا النمسا مقاطعة غرتسية، ومن الغرب مقاطعة بردنونة وإقليم فينيتو عند مقاطعة بيلونو ومقاطعة البندقية.

## الاقتصاد
في مقاطعة أوديني واحد من أعلى مستويات المعيشة في إيطاليا وقد وضعت في المركز الثالث عشر في ترتيب وضعته إحدى الحف الإيطالية عام 2006.
يوجد بالمقاطعة 49477 نشاط إنتاجي (بيانات 2005) مقسمة كما يلي :
- 24,5% في القطاع الزراعي
- 12,5% في الصناعة
- 14,5% في الإعمار
- 28,7% في التجارة والسياحة
- 19,7% في مجال الخدمات

تعادل القوى العاملة 64,8% من المقيمين منهم 3,3% عاطين عن العمل.

## معرض الصور

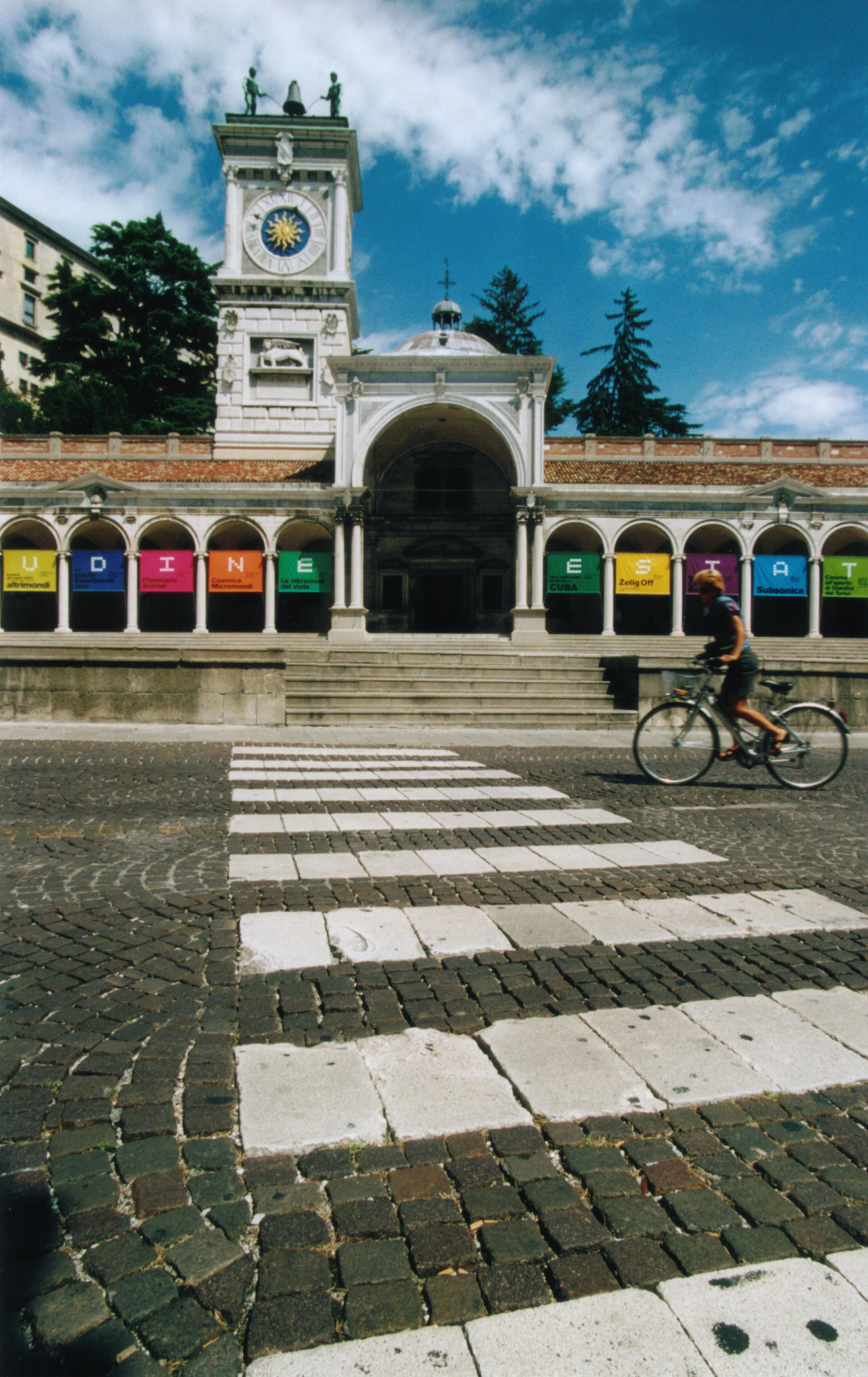
مدينة أوديني
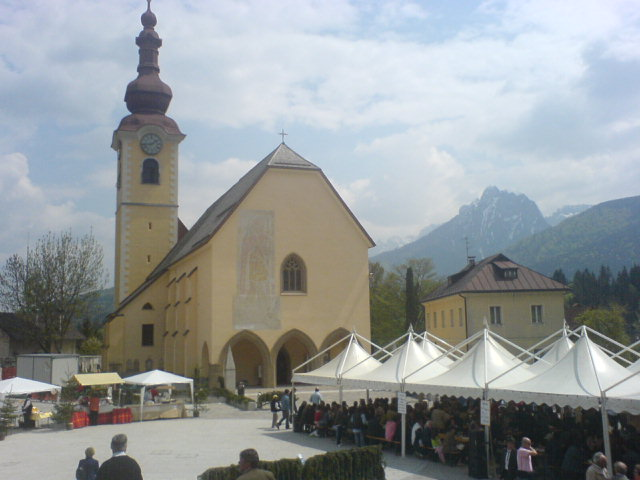
تارفيزيو
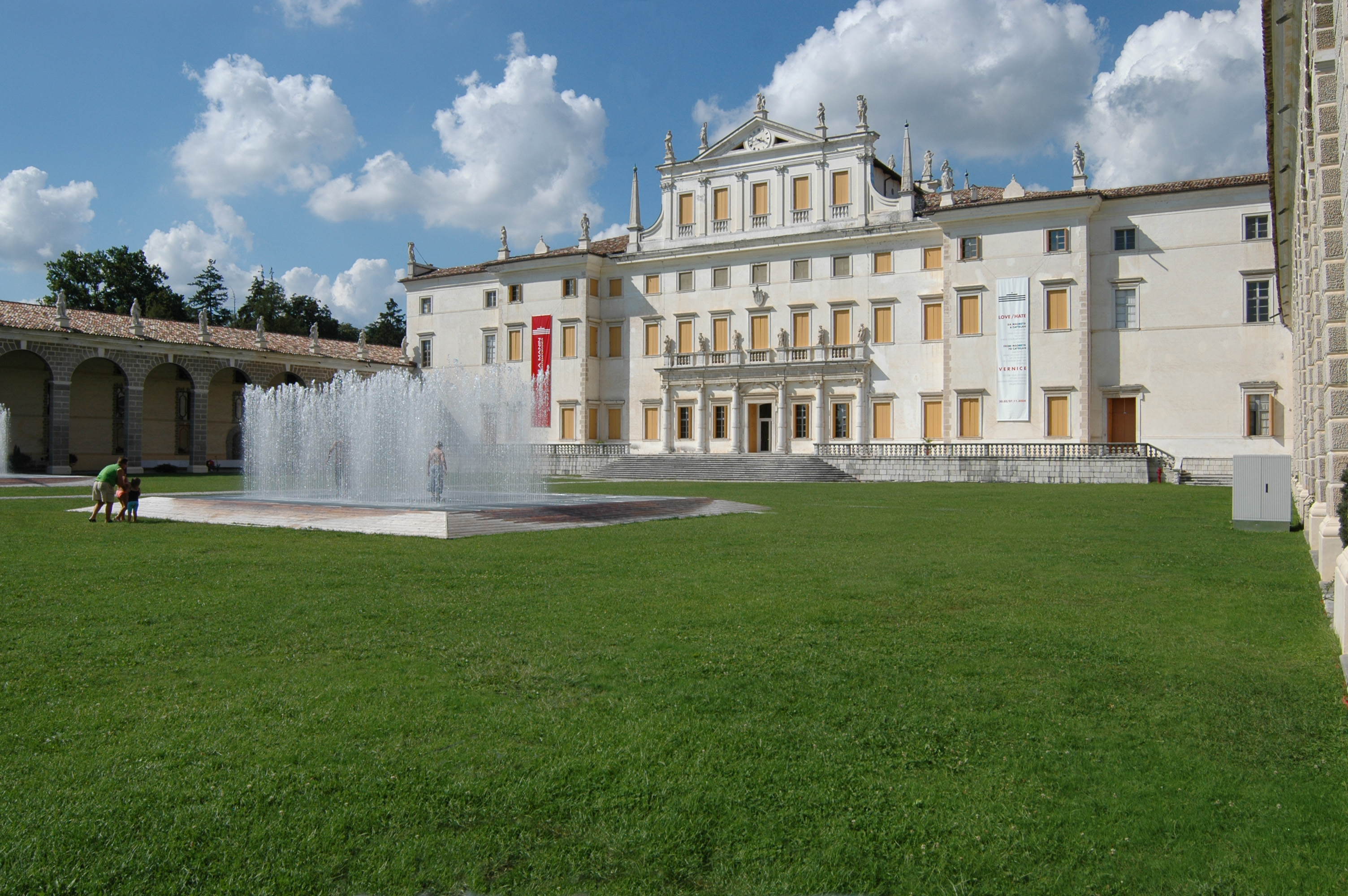
فيلا مانين في كودرويبو
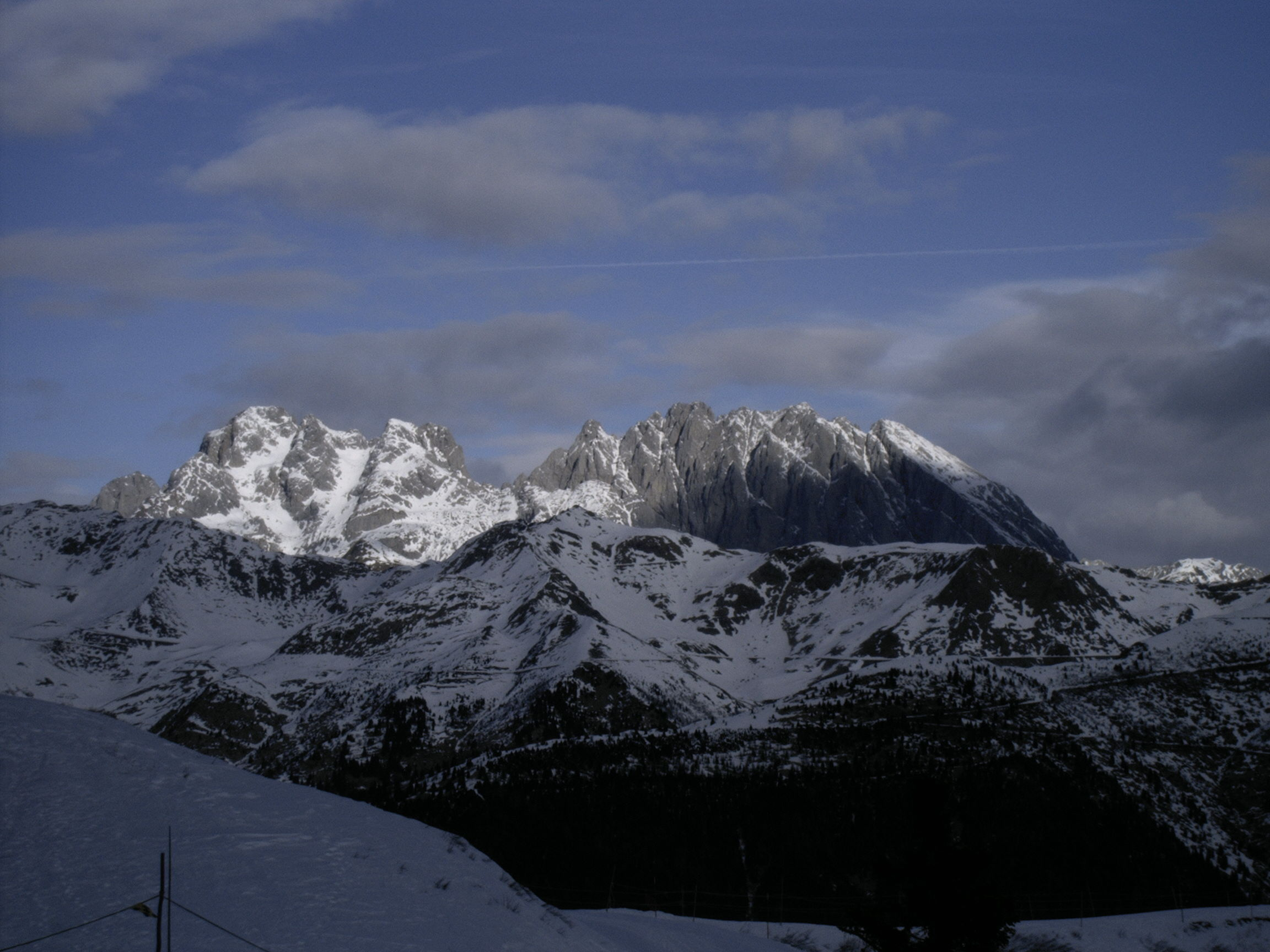
Monte Coglians  [لغات أخرى]‏
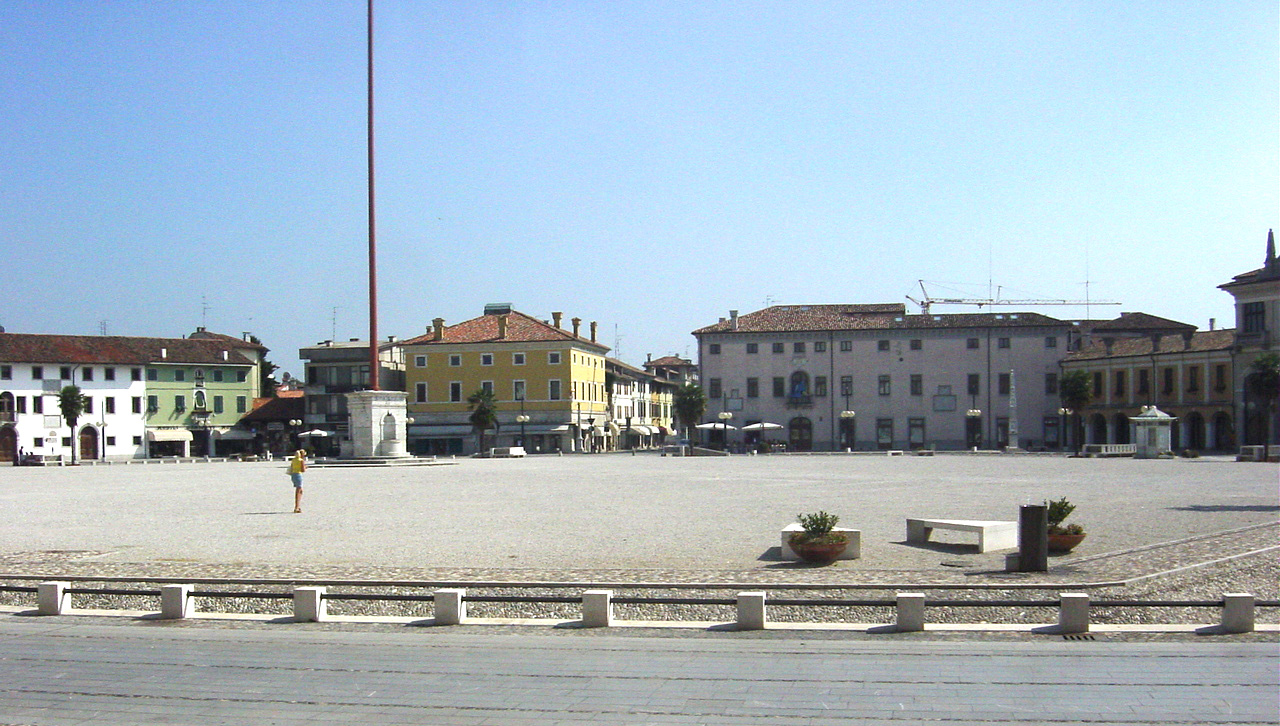
بالمانوفا
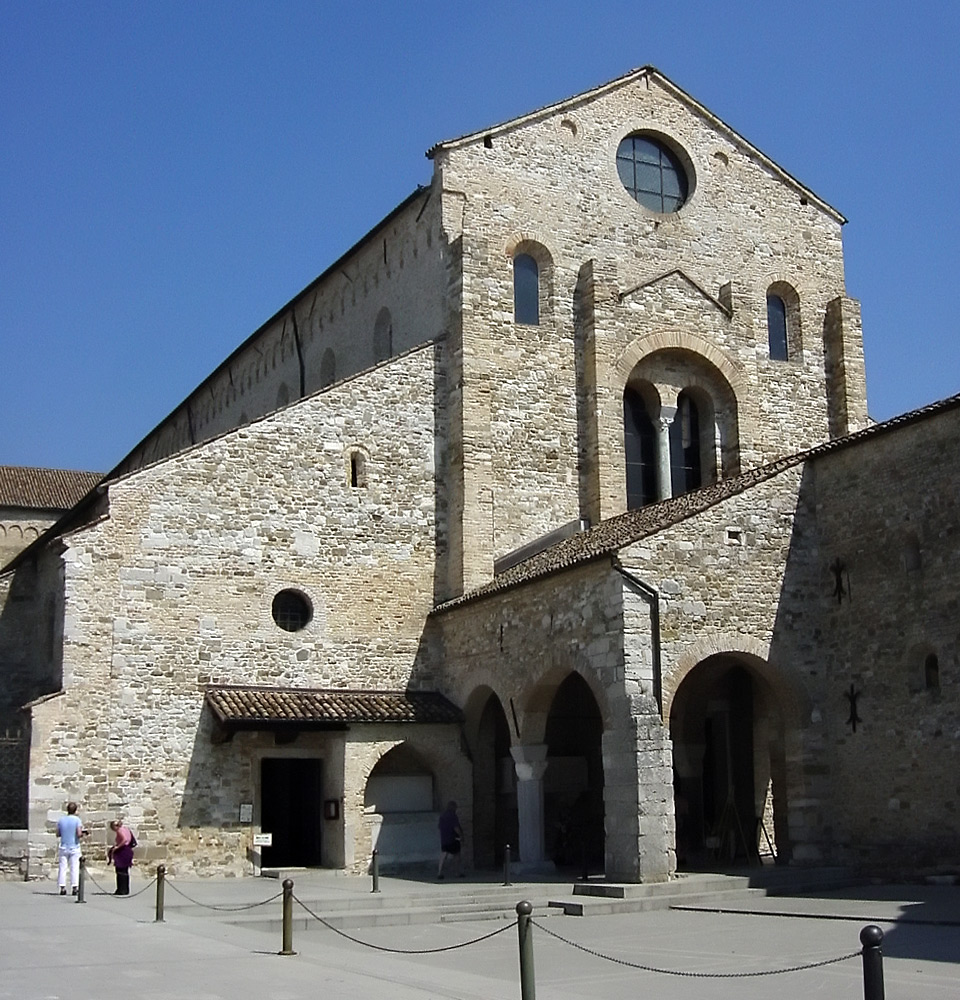
أكويليا
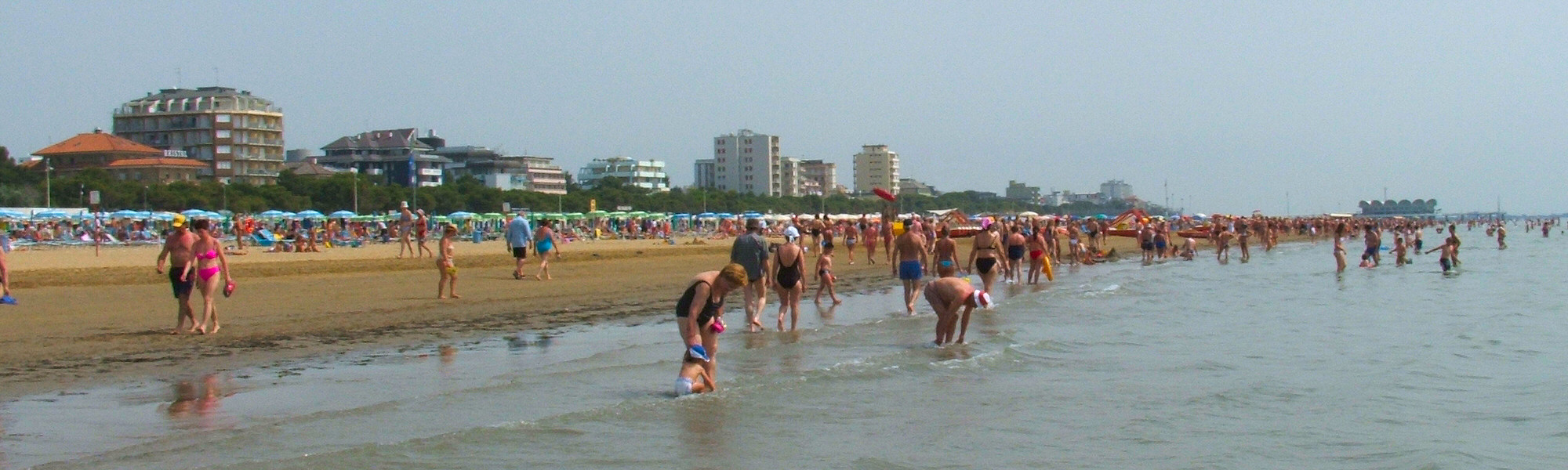
ليجنانو سابيا دورو
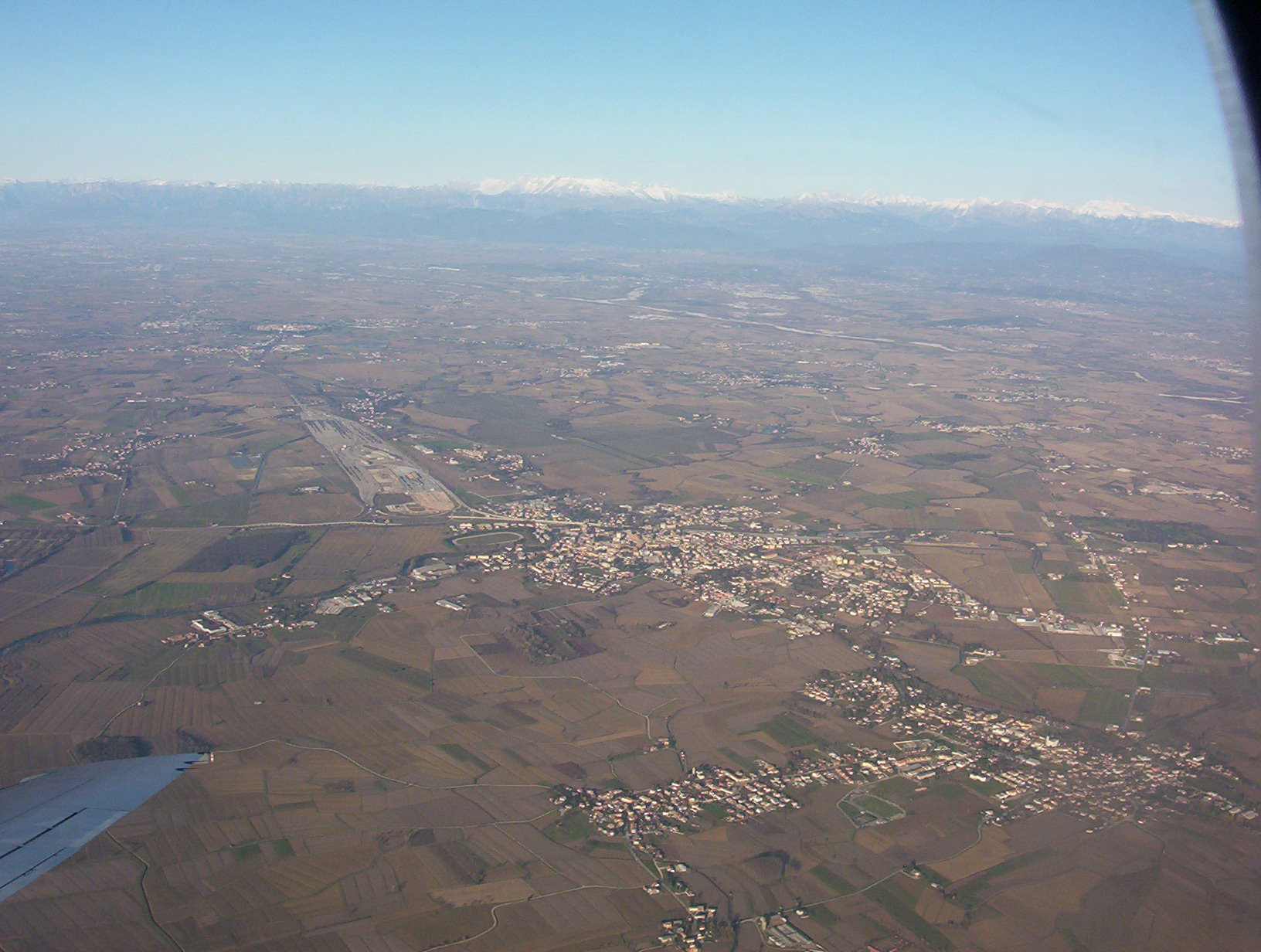
سيرفيغنانو ديل فريولي

## أعلام
- توني كرواتو